# La vendetta del padrino
La vendetta del padrino è un romanzo di Mark Winegardner ispirato alla saga della Famiglia Corleone di Mario Puzo.

## Descrizione
Negli Stati Uniti sta cominciando una battaglia furiosa, uno scontro titanico tra forze molto potenti e diverse tra loro.
Il giovane Presidente degli Stati Uniti d'America, proveniente dalla famiglia Shea (alias dei Kennedy) e soprattutto il capace e ambizioso Daniel, procuratore generale, hanno dichiarato una guerra senza quartiere a Cosa Nostra. Intanto Michael Corleone, alla costante ricerca di legittimazione all'interno dell'organizzazione, è attanagliato ogni sera da dubbi, rimorsi e paurosi fantasmi: uno di questi è quello di Fredo, l'amato fratello fatto uccidere tramite il terribile Al Neri, il quale in un'apparizione profetizza la minaccia incombente.
E l'altro fantasma porta il nome di Nick Geraci, che, scampato all'attentato ordito dallo stesso Michael, sta meticolosamente preparando, nascosto nei dintorni del Lago Erie, la sua vendetta. A questo punto al padrino e a Tom Hagen, suo fidato consigliere, non resta che dissotterrare le asce e iniziare a combattere.
Come ne Il ritorno del padrino, fa la sua apparizione Don Altobello.